# 高麗海運
高麗海運（こうらいかいうん）は、韓国の海運会社の一つ。本社はソウル市。英語表記はKorean Marine Transport Co.（KMTC）。
主に日本の港と韓国の釜山港を結ぶ日韓定期コンテナ航路を中心に開設しており、日本の31港に定期航路を有している。コンテナ輸送量では、TEU換算で世界13位（2022年）。

## 就航している主な港
- 東京港
- 千葉港
- 横浜港
- 名古屋港
- 大阪港
- 舞鶴港
- 神戸港
- 熊本港